# Province de Barranca
Pour les articles homonymes, voir Barranca.
La province de Barranca (en espagnol : Provincia de Barranca) est l'une des neuf provinces de la région de Lima, dans le centre du Pérou. Son chef-lieu est la ville de Barranca.

## Géographie
La province couvre une superficie de 1 355,87 km2. Elle est limitée au nord par les provinces de Huarmey et de Bolognesi (région d'Ancash), à l'est par la province d'Ocros (région d'Ancash), au sud par la province de Huaura et à l'ouest par l'océan Pacifique.
C'est là que se situe le site archéologique antique de Caral dans la vallée de Supe.

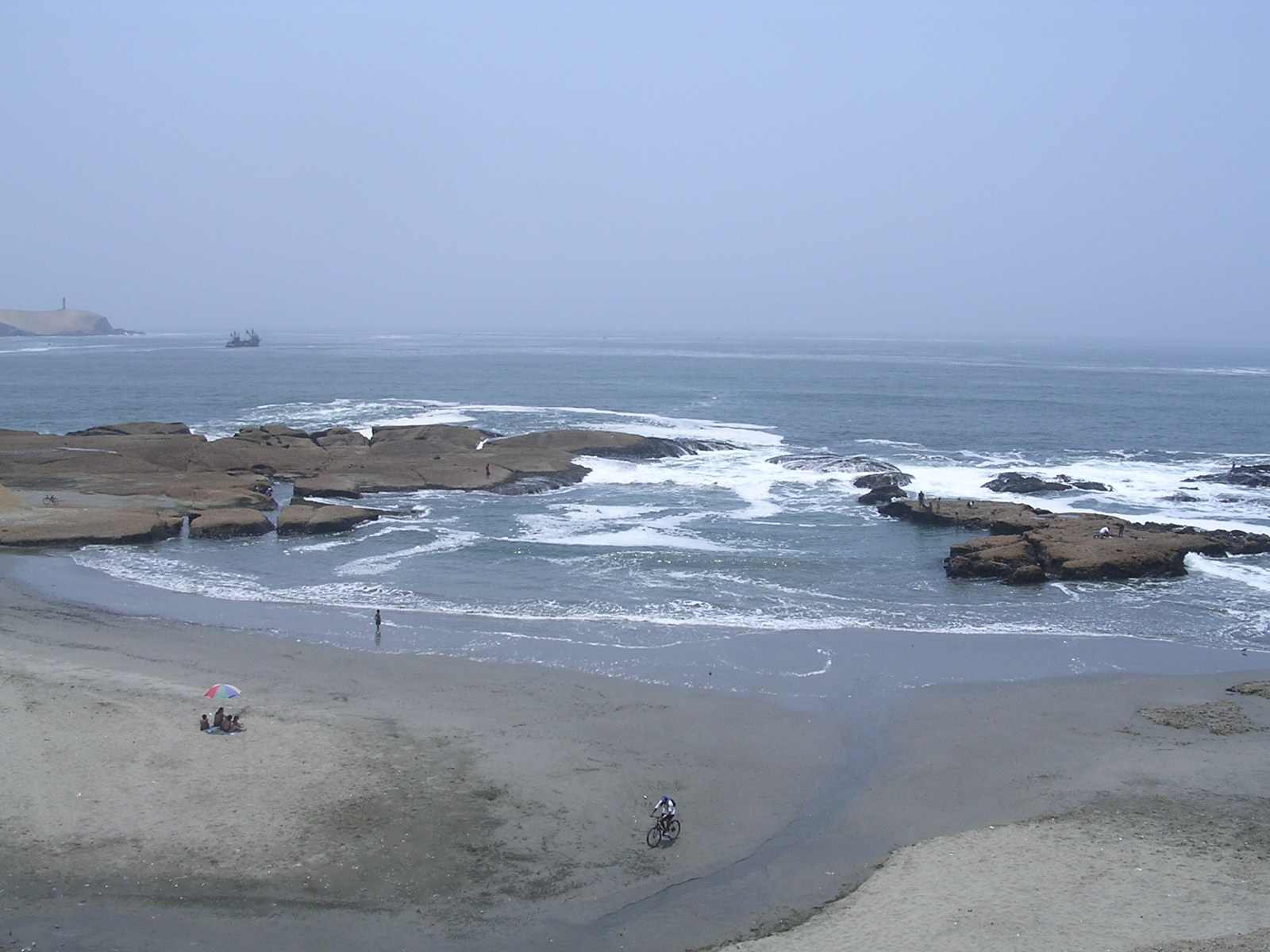
PLAGE LA ATARRAYA

## Population
La population de la province s'élevait à 133 904 habitants en 2007.

## Subdivisions
La province de Barranca est divisée en cinq districts :
- Barranca
- Paramonga
- Pativilca (capitale Pativilca)
- Supe
- Supe Puerto (capitale Supe Puerto)